# Heinersreuth (Kirchenthumbach)
Heinersreuth ist ein Ortsteil des Marktes Kirchenthumbach im oberpfälzischen Landkreis Neustadt an der Waldnaab.

## Geografie

### Lage
Das Dorf befindet sich im Norden der Fränkischen Alb und sechs Kilometer nordwestlich der Ortsmitte von Kirchenthumbach. Die nächste größere Stadt ist das etwa 19 Kilometer nordnordwestlich gelegene Bayreuth. Heinersreuth liegt am südwestlichen Fuß des 526 Meter hohen Faßberges, einer unbewaldeten Hügelkuppe, die den Ort um etwa 20 Höhenmeter überragt. Der südwestliche Ortsbereich wird in Süd-Nord-Richtung von dem in den Fluss Creußen mündenden Knittelbach durchflossen.

### Nachbarorte
Die Nachbarorte sind Knittelhof im Norden, Funkendorf im Nordnordosten, Rothmühle im Ostnordosten, Metzlasreuth im Ostsüdosten, Sassenreuth im Südosten, Thurndorf im Südwesten und Lenkenreuth im Nordwesten.

## Geschichte
Das Bayerische Urkataster zeigt Heinersreuth in den 1810er Jahren mit 18 Herdstellen. Vor der Gebietsreform in Bayern war Heinersreuth eine Gemeinde, zu der die Orte Heinersberg, Knittelhof, Krücklasmühle, Lenkenreuth, Oberlenkenreuth, Rothmühle, Sand, Sorg und Thieroldsreuth gehörten. Die Gemeinde gehörte zum ehemaligen Landkreis Eschenbach und wurde im Rahmen der Gebietsreform in den Markt Kirchenthumbach eingemeindet.

## Religion
Die Bevölkerung von Heinersreuth in der Oberpfalz ist traditionell überwiegend katholisch.

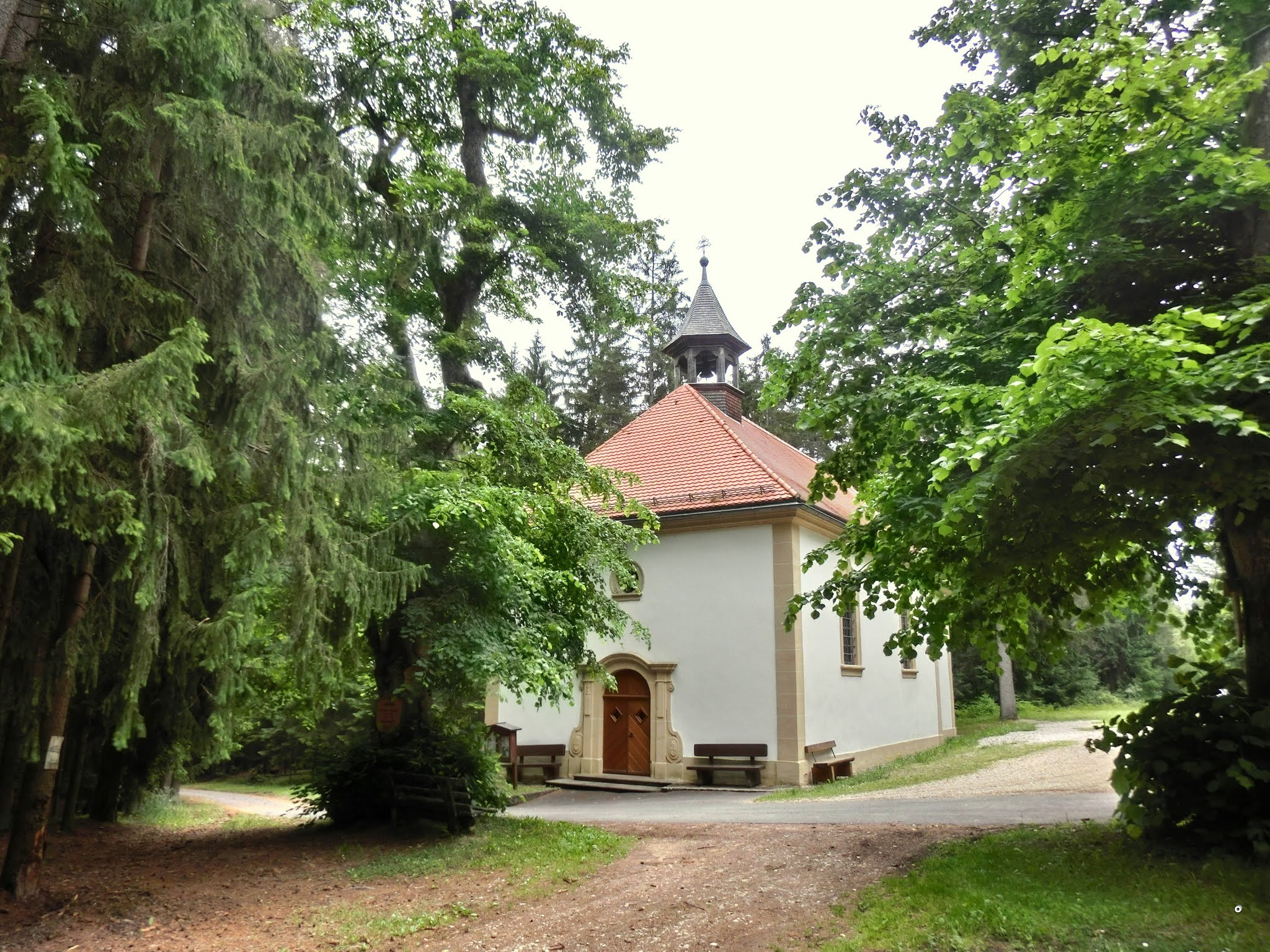
Waldkapelle Mariä Heimsuchung am Kalvarienberg

## Kultur und Sehenswürdigkeiten

### Bauwerke
Im Dorf stehen ein Wohnstallhaus (Standort) und ein ehemaliges Bauernhaus (Standort), außerhalb des Ortes die Wallfahrtskirche Mariä Heimsuchung (Standort) und eine Wegkapelle (Standort) unter Denkmalschutz.
- Liste der Baudenkmäler in Heinersreuth

## Wirtschaft und Infrastruktur

### Unternehmen
Im Ort gibt es ein Modefachgeschäft.

### Verkehr
Die östlich von Kirchenthumbach von der Bundesstraße 470 abzweigende Staatsstraße 2120 führt nach Heinersreuth und im Anschluss nach Oberlenkenreuth. Im Ort beginnt die nach Eschenbach in der Oberpfalz führende Staatsstraße 2122. Vom ÖPNV wird das Dorf an einer Haltestelle der im Bedarfsfall verkehrenden Regionalbuslinie 8437 bedient.